# 萩原護
萩原 護（はぎわら まもる、2003年7月9日 - ）は、日本の俳優。東京都出身。スターダストプロモーション制作1部所属。

## 略歴
- 2017年5月、舞台『咲くは江戸にもその素質』で舞台初出演し、俳優デビュー[3]。
- 2018年、スターダストプロモーションの若手俳優集団EBiDANから生まれたダンスユニット、ZeBRA☆STARチームブラックのセンターを務めた[4]。
- 2019年10月25日、映画『夏の夜空と秋の夕日と冬の朝と春の風「ナツヨゾラ」』で映画初出演[5]。
- 2021年、『青天を衝け』に須永伝蔵役で出演し、NHK大河ドラマ初出演[6][7]。

## 人物
- 趣味は寄り道をすること。
- 特技はダンス。

## 出演

### 映画
- 夏の夜空と秋の夕日と冬の朝と春の風「ナツヨゾラ」（2019年10月25日） - 高橋圭 役[5]
- カゾクデッサン（2020年3月21日） - 馬渕道隆 役[8]
- マイ・ダディ（2021年9月23日） - 上原駿介 役
- 彼女はなぜ、猿を逃したか?（2022年11月5日、有楽町朝日ホールにてプレミア上映 / 2024年2月24日） - トキオ 役[9][10]
- 変な家（2024年3月15日） - 片淵慶太（高校時代）役
- 不死身ラヴァーズ（2024年5月10日） - 大石春 役
- Cloud クラウド（2024年9月27日） - 若者（佐野の後輩） 役
- この夏の星を見る（2025年7月4日） - 輿凌士 役[11]
- WIND BREAKER / ウィンドブレイカー（2025年12月5日公開予定）[12]

### テレビドラマ
- コールドケース～真実の扉～ 第5話（2016年11月19日、WOWOW） - 生徒 役
- やけに弁の立つ弁護士が学校でほえる 第4話（2018年5月12日、NHK総合） - 諸橋茂樹 役
- コンフィデンスマンJP 第9話（2018年6月4日、フジテレビ） - テニス部キャプテン 役
- おかえり～とこわかの町・伊勢～（2020年1月2日、東海テレビ） - 松原幹太 役
- アノニマス～警視庁"指殺人"対策室〜 第3話（2021年2月8日、テレビ東京） - 笹山遥斗 役
- 大河ドラマ 青天を衝け（2021年2月14日 - 12月26日、NHK） - 須永伝蔵 役[6][7]
- NICE FLIGHT!（2022年7月22日、テレビ朝日）
- 善人長屋（2022年8月5日、NHK BSプレミアム） - 苅田直矩（青年時代）役
- アイドル（2022年8月11日、NHK総合） - 青年兵 役
- 相棒 Season21 第6話（2022年11月16日、テレビ朝日） - 和田颯太 役
- クレッシェンドで進め（2022年10月17日 - 12月16日、日本テレビ） - 栗田 役[13]
- 自由な女神-バックステージ・イン・ニューヨーク- 第2話（2023年3月11日、東海テレビ、フジテレビ） - 橘雄介 役
- 最高の教師 1年後、私は生徒に■された（2023年7月15日 - 9月23日、日本テレビ） - 日暮有河 役[14][15]
- 落日（2023年9月10日、WOWOW） - 下山兼人 役[16]
- 君が心をくれたから（2024年1月8日 - 3月18日、フジテレビ） - 飛岡雄星 役[17]
- 街並み照らすヤツら（2024年4月27日 - 6月29日、日本テレビ） - マサキ 役[18]
- 新宿野戦病院（2024年7月3日 - 9月11日、フジテレビ） - 吉野勇介 役[19]
- 3000万 （2024年10月5日 - 11月23日、NHK総合・NHK BSプレミアム4K）- 長田 役[20]
- ホットスポット 第4話・第7話・第8話 （2025年2月2日・23日・3月2日、日本テレビ） - 上村貴博 役[21]
- 最高のオバハン中島ハルコ スピンオフ～大谷家の大騒動！in愛知・幸田町～（2025年3月23日、東海テレビ） - 轟翔太 役[22]
- 対岸の家事〜これが、私の生きる道!〜（2025年4月1日 - 6月3日、TBS） - 吉田明 役[23]
- なんで私が神説教 第8話 - 最終回（2025年5月31日 - 6月14日 、日本テレビ） - 脇坂春樹 役[24]
- シナントロープ（2025年10月6日〈予定〉 - 、テレビ東京） - 志沢匠 役[25][26]

### ウェブドラマ
- あなたの夢を叶えますガチャ～アイドル編～（2020年5月22日、YouTube） - 城田拓己 役
- 私は誰ですか?（2020年5月23日、YouTube） - 奥田浩平 役
- 君に届け（2023年3月30日、Netflix） - 茂木 役
- 最高の教師 3年後の僕たちは 第2話（2023年8月2日、TVer） - 日暮有河 役[27]
- 拝啓、大人になる貴方へ（2023年9月23日・30日、Hulu） - 日暮有河 役[28]

### バラエティー
- ミュージック☆ロード（2015年、BS11）
- EBiDAN アミーゴ!（2015年、BS日テレ）
- 痛快TV スカッとジャパン（2020年8月18日、フジテレビ）山路正 役

### 舞台
- 咲くは江戸にもその素質（2017年5月） - イチゾウ 役[3]
- ボクの12支紳士～絵本の中のワンダーランド～（2018年1月） - 五徳猫 役

### ラジオ
- 亨汰＆萩原護「気まぐれ新兵器のちゃんとできるかな？」（WALLOP）[29]

### CM
- ベルメゾン 「チャイルド」（2015年11月）
- ゼビオスポーツ 「カラット」 店頭VP （2016年11月）
- ネットイースト スマホゲーム「とある魔術の禁書目録～上条当麻篇」(2017年6月)
- NHK「みんなのオリンピック～71歳のオリンピック篇～」（2018年3月）
- 大塚製薬 「ポカリスエット」[30][31]
  - 「青ダンス魂の叫び」篇（2019年4月）
  - 「青ダンス雨のち晴れ」篇（2019年4月）
  - 「センバツ高校野球2020」（2020年1月）
- バンダイナムコ 「機動戦士ガンダム エクストリームマキシブーストON」 （2020年7月）
- 河合塾 「大学入試共通テスト トライアル」 （2020年8月）
- 江崎グリコ「Glicoチョコレート感謝ムービー『何処かの街の君へ』篇」(2020年11月）
- U-NEXT「映画集め」篇(2020年12月）[32]
- ABCマート「走れ、青春男子。運動部」篇(2021年2月）
- 日本ガイシ株式会社 企業広告（2022年7月）[33]
- NTTドコモ「〜超早口ソング〜『青春は一瞬だ』」（2023年3月）
- 大塚食品株式会社「MATCH」～おつかれさマッチタイムリープキャンペーン～（2023年4月）町田 役[34][35]

### MV
- スキマスイッチ「LINE」（2015年11月11日）
- SHISHAMO「水色の日々」（2018年3月21日）
- 羊文学「あいまいでいいよ」（2020年12月9日）[36]
- 乃木坂46 26hシングル特典映像 黒見明香個人PV「天才なんて、」（2021年1月22日）
- 山内総一郎「青春の響きたち」（2022年3月26日）[37]
- 703号室「トワイライト」（2022年6月22日）
- aiko「果てしない二人」（2022年10月12日）[38]
- 琴音「君に」（2023年4月5日）[39][40]

### その他
- 東京藝術大学大学院 短編会話劇 川滿組「屋上で待ってる」（2019年10月）ハッサク 役
- ファミリーマート「ClipVoice」（2023年6月6日 - 9月4日）[41]

## 書籍

### 雑誌
- 東京ニュース通信社 NHK大河ドラマ「青天を衝け」完全ガイドブック（2022年1月29日）[42]